# Stor-Halstjärnen
Stor-Halstjärnen är en sjö i Bodens kommun i Norrbotten och ingår i Råneälvens huvudavrinningsområde. Sjön har en area på 0,0529 kvadratkilometer och ligger 96,3 meter över havet.

## Delavrinningsområde
Stor-Halstjärnen ingår i det delavrinningsområde (734227-176948) som SMHI kallar för Utloppet av Vitträsket. Medelhöjden är 64 meter över havet och ytan är 5,3 kvadratkilometer. Det finns inga avrinningsområden uppströms utan avrinningsområdet är högsta punkten. Vattendraget som avvattnar avrinningsområdet har biflödesordning 2, vilket innebär att vattnet flödar genom totalt 2 vattendrag innan det når havet efter 42 kilometer. Avrinningsområdet består mestadels av skog (61 procent). Avrinningsområdet har 1,33 kvadratkilometer vattenytor vilket ger det en sjöprocent på 25,1 procent.